# Giełda Papierów Wartościowych w Budapeszcie
Giełda Papierów Wartościowych w Budapeszcie (węg. Budapesti Értéktőzsde) – giełda papierów wartościowych w Budapeszcie na Węgrzech, założona w 1864 roku w Peszcie. Według stanu na 24 kwietnia 2015 na giełdzie notowane są akcje 47 spółek.
Giełda została założona 18 stycznia 1864 jako giełda papierów wartościowych. W 1868 działalność rozszerzono o obrót towarami. Po II wojnie światowej giełda została rozwiązana ze względu na znacjonalizowanie większości prywatnych przedsiębiorstw na Węgrzech, a jej majątek stał się własnością państwa.
Ponowne otwarcie giełdy nastąpiło 21 czerwca 1990 roku. W 1998 na giełdzie wprowadzono elektroniczny system obrotu Multi-Market Trading System (MMTS), a od 2013 roku giełda operuje w systemie Xetra. Obecnie kontrolę nad BSE sprawuje Narodowy Bank Węgier, który 20 listopada 2015 r. kupił pakiet 68,8% udziału, przez co łącznie posiada 75,8% udziału w tym podmiocie. Na koniec 2019 r. łączna kapitalizacja BSE wynosiła 85,9 mld EUR, na co w większości składały się obligacje rządowe (46,1 mld EUR), a w dalszej kolejności akcje spółek krajowych (29,4 mld EUR) a następnie obligacje hipoteczne (4 mld EUR) i bony skarbowe (3,3mld EUR).